# Mascota (Jalisco)
Mascota es una población situada en el estado de Jalisco, México, siendo la cabecera del municipio homónimo. Fue un cacicazgo que tenía bajo su jurisdicción a los poblados de Talpa, El Tuito y Chacala. Durante la conquista recibió el nombre de Valle de los Venados o Valle de Banderas. Sus pobladores eran indígenas tecos.[cita requerida]
La localidad, se encuentra entre las montañas del sector occidental de Jalisco, a 1268 msnm. La zona metropolitana de la conurbación formada frente al Pacífico por Puerto Vallarta y Nuevo Vallarta se encuentra a poco más de 100 km de Mascota. La capital estatal, Guadalajara, se localiza a 206 km al este de la localidad.

## Historia
A principios de 1525 llegó a Amaxacotlán Mazacotla el capitán de origen español Francisco Cortés de San Buenaventura por órdenes de Hernán Cortés. En 1530, siendo Mascota una de las estancias sujetas a la provincia de Tenamaxtlán encomendada a Pedro Gómez y Martín Monje en 1525 por Francisco Cortés, fue sometida por Nuño de Guzmán. Casi todo el territorio y lo que ahora es el municipio de Mascota, perteneció al colegio de los agustinos. El mayordomo religioso residía donde ahora se encuentran unos vestigios cerca del Mal Paso. Tras la independencia se vendieron al español Francisco Guzmán gran cantidad de terrenos y él mismo, donó 6 hectáreas.
Por decreto del 27 de marzo de 1824, se dispuso la creación del departamento de Mascota. Asimismo, se le concedió el título de villa a dicha población. Para 1825, seguía conservando su carácter de capital del departamento y tenía ayuntamiento. Por decreto del 25 de julio de 1843, se estableció el Juzgado de Primera Instancia en Minería, en los minerales de Mascota.
El 18 de septiembre de 1846, Mascota fue nombrada capital del 6.º Cantón del Estado. Por decreto número 182, publicado el 18 de junio de 1870, se erigió en 10.º Cantón del Estado el departamento de Mascota, con los límites que en ese entonces tenía, siendo cabecera Mascota. Con fecha del 10 de abril de 1885 se publicó el decreto número 129, en el que se concede el título de Ciudad a la villa de Mascota.
En el año 2015 Mascota obtuvo el nombramiento de Pueblo mágico.

## Toponimia
Mascota proviene de Amaxacotlán, Mazacotla, Amaxocotlán que significa: lugar de venados y culebras. Fue cacicazgo que tenía bajo su jurisdicción a los poblados de Talpa, El Tuito y Chacala; recibió el nombre de Valle de Banderas durante la conquista. Sus pobladores eran indígenas tecos.
Una de las investigaciones es que el vocablo de Mascota, proviene de la palabra náhuatl Maza-ocotl-atl, que significa lugar de ocotes, serpientes y venados, como el mismo escudo de armas de la población lo muestra.

## Escudo
El escudo presenta forma francesa y en él se plasmaron los elementos más significativos del hábitat del municipio, que son los que determinan la denominación del mismo, ya que Mascota proviene de Amaxacotlán, Mazacotla, Amaxocotlán que significa lugar de venados y culebras.
Al fondo, los montes que enmarcan a la población; al centro, un añoso y esbelto pino; la imagen de un venado cola blanca y una víbora de cascabel, todas estas especies animales y vegetales abundantes en la región. Por timbre, un yelmo de guerrero medieval rematado por un penacho y a manera de lambrequines, unas guirnaldas de amaranto estilizadas.

## Situación geográfica
Mascota se encuentra situado al noroeste del estado de Jalisco, dentro de las coordenadas: 20º 15’ 00’’ a los 20º 50’ 00’’ de latitud norte y de los 104º 22’ 20’’ y a los 105º 05’ 00’’ de longitud oeste y a una altitud de 1998 metros sobre el nivel del mar.

## Flora, fauna y clima
La  flora consiste en zonas boscosas donde predominan especies como el pino, el roble, el encino y el tepehuaje.
La fauna la representan especies como el venado, conejo, ardilla, zorrillo, jabalí, tejón, mapache, onza, armadillo y paloma.
Mascota goza de un agradable clima durante todo el año. La temperatura promedio anual es de 21 °C, sin pronunciadas variaciones estacionales. El mes más frío es enero, cuando hace 17 °C y a partir de allí el indicador del termómetro empieza a crecer levemente, situándose en 21 °C en abril y en 23 °C en agosto, que es el mes más cálido. Las lluvias en Mascota alcanzan los 1028 mm anuales, con una temporada lluviosa que va de junio a septiembre.
En Mascota hay una gran diversidad de fauna, que ha sido clasificada en insectos, arácnidos y crustáceos; aves; mamíferos; reptiles; anfibios y peces.
Estos son algunos de los insectos, arácnidos y crustáceos que se pueden encontrar en Mascota:
| Nombre                                 | Nombre científico      | Nombre                           | Nombre científico      | Nombre                         | Nombre científico        |
| Abeja melífera europea                 | Apis melífera          | Vanesa pintada                   | Vanessa cardui         | Mariposa blanca gigante        | Ascia monuste            |
| Mariposa monarca                       | Danaus plexippus       | Mariposa cometa negra            | Papilio polyxenes      | Vinagrillo gigante             | Mastigoproctus giganteus |
| Mariposa pasionaria de alas largas     | Dione juno             | Araña de seda dorada             | Trichonephila clavipes | Ambarina intensa               |                          |
| Mariposa pavorreal con bandas blancas  | Anartia Fátima         | Araña de jardín bandeada         | Argiope trifasciata    | Escarabajo de tres líneas      | Neoptychodes trilineatus |
| Cochinilla mediterránea                | Armadillidium vulgare  | Araña tropical de tela orbicular | Eriophora ravilla      | Torito espina                  | Umbronia crassicornis    |
| Mariposa cebra de alas largas          | Heliconius charithonia | Saltarina relámpago              | Astraptes fulgerator   | Scolia mexicana                |                          |
| Hormiga chicatana negra                | Atta mexicana          | Polilla tigre mexicana           | Apantesis próxima      | Mariposa organillo clara       | Euptoieta hegesia        |
| Mariposa dardo blanco mexicana         | Catasticta nimbice     | Abeja amarilla de orquídea       | Eulaema polychroma     | Hormiguita ramita mexicana     | Pseudomyrmex gracilis    |
| Mariposa cometa quexquémetl            | Papilio garamas        | Avispa guitarrilla               | Polistes instabilis    | Mariposa parche carmesí        | Chlosyne janais          |
| Mariposa reina                         | Danaus gilippus        | Viuda negra                      | Latrodectus mactans    | Mariposa azufre gigante blanca | Anteos clorinde          |
| Mariposa de la muerte                  | Ascalapha odorata      | Libélula rayadora rosada         | Orthemis ferruginea    | Azulilla de arroyo celeste     | Argia anceps             |
| Mariposa de golondrina de borde dorado | Battus polydamas       |                                  |                        |                                |                          |

Estas son las especies de aves que se pueden observar en el municipio de Mascota:
| Nombre                            | Nombre científico        | Nombre                    | Nombre científico        | Nombre                     | Nombre científico        |
| Papamoscas cardenalito            | Pyrocephalus rubinus     | Chipe rabadilla amarilla  | Setaphaga coronata       | Playero aszacolita         | Actitis macularius       |
| Gorrión                           | Passer domesticus        | Guajolote norteño         | Meleagris gallopavo      | Carpintero bellotero       | Melanerpes formictivorus |
| Colibrí pico ancho                | Cynanthus latirostris    | Zopilote común            | Coragyps atratus         | Chipe olivera              | Leiothlypis celata       |
| Garza blanca                      | Ardea alba               | Perlita azulgris          | Polioptila caerulea      | Caracara quebrantahuesos   | Caracara cheriway        |
| Luisito común                     | Myiozetetes similis      | Calandria dorso negro     | Icterus cucullatus       | Semillero rabadilla canela | Sporophila torqueola     |
| Colibrí corona violeta            | Amazilia violicesps      | Garza morena              | Ardea herodias           | Capulinero gris            | Ptiliogonys cinereus     |
| Colibrí garganta rubí             | Archilochus colubris     | Paloma de collar turca    | Streptopelia decaocto    | Pavito alas blancas        | Myioborus pictus         |
| Abaniquillo pañuelo del pacificio |                          | Carpintero mexicano       | Dryobates scalaris       | Papamoscas negro           | Sayornis nigricans       |
| Gallareta americana               | Fulica americana         | Calandria dorso rayado    | Icterus pustulatus       | Garcita verde              | Butorides virescens      |
| Tortolita cola larga              | Columbina inca           | Urraca cara negra         | Calocitta colliet        | Paloma alas blancas        | Zenaida asiática         |
| Pinzón mexicano                   | Haemorhous mexicanus     | Mirlo primavera           | Turdus migratorius       | Picogordo azul             | Passerina caerulea       |
| Garrapatero pijuy                 | Crotophaga sulcirostris  | Zopilote aura             | Cathartes aura           | Pato norteño               | Anas platyrhynchos       |
| Mulato azul                       | Melanotis caerulescens   | Golondrina tijereta       | Hirundo rústica          | Centzontle norteñi         | Mimus polyglottos        |
| Cuitlacoche pico curvo            | Toxostoma curvirostre    | Halcón esmerejón          | Falco columbarius        | Aguililla cola blanca      | Geranoaetus albicaudatus |
| Águila pescadora                  | Pandion haliaetus        | Verdugo americano         | Lanius ludovicianus      | Gorrión de Lincoln         | Melospiza lincolnii      |
| Lechuza de campanario             | Tyto alba                | Búho cara canela          | Asio otus                | Aguililla negra menor      | Buteogallus anthracinus  |
| Cacique mexicano                  | Cassiculus melanicterus  | Gavilán pico de gancho    | Chondrohierax uncinatus  | Coa mexicana               | Trogon mexicanus         |
| Aguillilla cola roja              | Buteo jamaicensis        | Huilota                   | Zenaida macroura         | Gaviota                    | Larus delawarensis       |
| Zanate                            | Quiscalus mexicanus      | Cuervo                    | Corvus corax             | Búho cornudo               | Bubo virginianus         |
| Halcón peregrino                  | Falco peregrinus         | Piranga roja              | Piranga rubra            | Pato coacoxtle             | Aythya valisineria       |
| Tecolote del este                 | Megascops asio           | Vireo anteojillo          | Vireo solitarius         | Avetoro norteño            | Botaurus lentiginosus    |
| Tecolote bajeño                   | Glaucidium brasilianum   | Búho sabanero             | Asio flammeus            | Coodorniz cotuí            | Colinus virginianus      |
| Playero zancón                    | Calidris himantopus      | Cuclillo pico negro       | Coccyzus erythropthalmus | Halcón murcielaguero       | Falco rufigularis        |
| Vencejo de vaux                   | Chaetura vauxi           | Colibrí picudo occidental | Heliomaster constantii   | Carbonero mexicano         | Peocile sclateri         |
| Zorzal pico naranja               | Catharus aurantiirostris | Ninfa mexicana            | Thalurania ridgwayi      |                            |                          |

Los mamíferos que se pueden observar con mayor frecuencia en esta región son los siguientes:
| Nombre                             | Nombre científico        | Nombre                            | Nombre científico       | Nombre                              | Nombre científico         |
| Venado cola blanca                 | Odocoileus virginianus   | Murciélago frutero                | Artibeus jamaicensis    | Musaraña                            | Cryptotis parva           |
| Pecarí de collar                   | Pecarí tajacu            | Muercielago vampiro               | Desmodus retundus       | Miotis californiano                 | Myotis californianus      |
| Armadillo de nueve bandas          | Dasypus novemcinctus     | Murciélago lengüeton              | Glossophaga soricina    | Miotis de yuma                      | Myotis yumanensis         |
| Puma                               | Puma concolor            | Murciélago blanco norteño         | Diclidurus albus        | Zorrillo manchado común             | Spilogale putorius        |
| Coyote                             | Canis latrans            | Murciélago amarillo               | Lasiurus xanthinus      | Ratón canguro común                 | Dipodomys ordii           |
| Tlacuache norteño                  | Didelphis virginiana     | Murciélago negro                  | Myotys nigricans        | Ratón-pigmeo norteño                | Baiomys taylor            |
| Coatí                              | Nasua narica             | Murciélago orejón mexicano        | Macrotus waterhousii    | Ratón espinoso mexicano             | Heteromys irroratus       |
| Jaguar                             | Panthera onca            | Murciélago ojon                   | Chiroderma savini       | Rata arrocera de pantano            | Oryzomys palustris        |
| Mapache                            | Procyon lotor            | Comadreja cola larga              | Mustela frenata         | Ratón de la sierra madre occidental | Peromyscus spicilegus     |
| Zorra gris                         | Urocyon cinereoargenteus | Ocelote                           | Leopardus pardalis      | Ratón cosechero mexicano            | Reithrodontomys mexicanus |
| Cacomixtle norteño                 | Bassariscus astutus      | Achuni                            | Nasua nasua             | Ratón azteca                        | Peromyscus aztecus        |
| Ardilla gris                       | Sciurus colliaei         | Zorrillo sureño                   | Mephitis macroura       | Miotis mexicano                     | Myotis velifer            |
| Tlacuache ratón gris               | Tlacuatzin canescens     | Nutria de río                     | Lontra longicaudis      | Motocle                             | Ictidomys mexicanus       |
| Ardilla de tierra de cola anillada | Notocitellus annulatus   | Conejo de monte                   | Sylvilagus cunicularius | Miotis pata larga                   | Myotis volans             |
| Lince americano                    | Lynx rufus               | Tigrillo                          | Leopardus wiedii        | Tuza de Jalisco                     | Pappogeomys bullery       |
| Jabalí europeo                     | Sus scrofa               | Muercielago moreno norteamericano | Eptesicus fuscus        | Muercielago cola suelta             | Tadarida brasiliensis     |
| Ratón norteamericano               | Peromyscus maniculatus   | Murciélago cola peluda            | Lasiurus cinereus       |                                     |                           |

Estas especies de reptiles son algunas de las que se pueden observar en Mascota:
| Nombre                           | Nombre científico           | Nombre                                         | Nombre científico     | Nombre                          | Nombre científico        |
| Abaniquillo pañuelo del pacifico | Anolis nebulosus            | Lagartija espinosa de bulleri                  | Sceloporus bulleri    | Lagartija espinosa del pacifico | Sceloporus utiformis     |
| Tortuga pecho quebrado mexicana  | Kinosternon integrum        | Tortuga gravada                                | Trachemys scripta     | Culebra chirriadora             | Masticophis mentovarius  |
| Huico de líneas de Jalisco       | Aspidoscelis lineattissimus | Huico llanero                                  | Aspidoscelis costatus | Falsa nauyaca mexicana          | Trimorphodon tau         |
| Besucona asiática                | Hemidactylus                | Serpiente ciega afroasiática                   | Indotyphlops braminus | Culebra corredora de petatillos | Drymobius margaritiferus |
| Culebra chata mexicana           | Salvadora bairdi            | Serpiente coralillo de la sierra madre del sur | Micrurus brown        | Culebra lagartijera             | Mastigodryas cliftoni    |
| Culebra ratonera                 | Senticolis triaspis         | Iguana mexicana de cola espinosa               | Ctenosaura pectinata  | Cascabel del pacifico           | Crotalus basiliscus      |
| Culebra lira                     | Trimorphodon biscutatus     | Culebra cabeza negra de bocourt                | Tantilla bocourth     |                                 |                          |

En Mascota también podemos encontrar algunas especies de anfibios, por ejemplo:
| Nombre                     | Nombre científico        | Nombre                 | Nombre científico        | Nombre            | Nombre científico     |
| Rana arborícola de montaña | Hyla eximia              | Rana termitera         | Hypopacgus variolosus    | Sapo de los pinos | Incilius occidentalis |
| Ranita de cañón            | Hyla arenicolor          | Rada ladradora costeña | Craugastor occdidentalis | Sapo costero      | Incilius valliceps    |
| Rana leopardo neovolcánica | Lithobates neovolcanicus | Rana de rayas blancas  | Lithobates pustulosus    |                   |                       |

En Mascota encontramos una cantidad reducida de peces, los cuales son una fuente de alimento para las personas que ahí habitan:
| Nombre              | Nombre científico     | Nombre               | Nombre científico | Nombre              | Nombre científico  |
| Carpa común europea | Cyprinus carpio       | Mojarrita pecho rojo | Coptodon rendalli | Matalote de mascota | Moxostoma mascotae |
| Lobina negra        | Micropterus salmoides |                      |                   |                     |                    |

Mascota también cuenta con una gran diversidad de flora:
| Nombre                      | Nombre científico             | Nombre                                 | Nombre científico            | Nombre                    | Nombre científico               |
| Maguey lechuguilla          | Agave maximiliana             | Alache                                 | Anoda cristata               | Chupamiel milhojas        | Lamourouxia miltifida           |
| Maguey de Guadalajara       | Agave guadalajarana           | Cedro                                  | Cedrela odorata              | Albahaca                  | Ocimum selloi                   |
| Abies jaliscana             | ----                          | Garañona                               | Castilleja tenuiflora        | Palma del diablo          | Dioon tomasellii                |
| Higuerilla del mediterráneo | Ricinus communis              | Tripa de zopilote                      | Cissus verticillata          | Pino de atenguillo        | Pinus georginae                 |
| Algodoncillo tropical       | Asclepias curassavica         | Flor de tiempo                         | Castilleja nervata           | Diente de león            | Taraxacum officinale            |
| Bola africana del rey       | Leonotis nepetifolia          | Oyamel de Guatemala                    | Abies guatemalensis          | Sábila                    | Aloe vera                       |
| Apamate rosa                | Tabebuia rosea                | Junípero de la sierra madre occidental | Juniperus durangensis        | Abrojo                    | Santhium strumarium             |
| Trompillo                   | Encyclia adenocaula           | Capulín                                | Prunus serótina              | Caña carricillo           | Equisetum hyemale               |
| Cacalosúchil                | Plumeria rubra                | Mastuerzo                              | Tropaeolum majus             | Poto asiático             | Epipremnunm aureum              |
| Maracuyá                    | Pasiflora edulis              | Alfombrilla de campo                   | Glandularia bipinnatifida    | Arpa de halcón oriental   | Youngia japonica                |
| Hierba del golpe            | Oenothera rosea               | Huizache                               | Vachellia farnesiana         | Azumiate                  | Baccharis silicifolia           |
| Cardo santo                 | Argemone ochroleuca           | Palo mulato                            | Bursera simaruba             | Hierba del toro           | Tridax procumbens               |
| Cardón hecho                | Pachycereus pectenabo-riginum | Escobillo                              | Malvastrum coromandelia-anum | Pasta pampa               | Cortaderia selloana             |
| Pino escobetón              | Pinus devoniana               | Dalia roja                             | Dahlia coccinea              | Borraja                   | Borago officinalis              |
| Tilo americano              | Tilia americana               | Belladona                              | Nicandra physalodes          | Palma de segú             | Cycas revoluta                  |
| Tabaquillo sudamericano     | Nitociana glauca              | Gigantón                               | Tithonia tubaeformis         | Olivo ornamental japonés  | Euonymus japonicus              |
| Bigotillo                   | Caesalpinia pulcherrima       | Mazorquilla                            | Phytolacca icosandra         | Cafeto                    | Coffea arábica                  |
| Pingüica                    | Arcotostaphylos pungens       | Estrellita                             | Milla biflora                | Mano de tigre             | Thaumatophy-llum bipinnatifidum |
| Bambú asiático              | Bambusa vulgaris              | Azomiate                               | Barkleyanthus salicifolius   | Epazote                   | Dysphania ambrosioides          |
| Ahuehuete                   | Taxodium mucronatum           | Hierba de la golondrina                | Euphorbia ophthalmica        | Higuerón                  | Ficus áurea                     |
| Guamúchil                   | Pithecellobium dulce          | Viborona                               | Asclepias glaucescens        | Acebuche                  | Celtis pallida                  |
| Amole                       | Ipomoea alba                  | Salvia purpurea                        | ---                          | Bacanora                  | Agave angustifolia              |
| Algodón mexicano            | Gossypium hirsutum            | Zapote blanco                          | Casimiroa edulis             | Fresno                    | Fraxinus                        |
| Tlacote                     | Salvia mexicana               | Orquídea sin hojas                     | Sacoila lanceolata           | Madroño                   | Arbutus xalapensis              |
| Tacote amarillo             | Rumfordia foribunda           | Bonete                                 | Jacaratia mexicana           | Árbol santo               | Guaiacum coulteri               |
| Aceitilla                   | Bidens odorata                | Roble                                  | Quercus resinosa             | Hoja de quebranto         | Mecardonia procumbens           |
| Gladiola                    | Gladiolus                     | Otate                                  | Otatea acuminata             | Nogal cimarrón            | Juglans major                   |
| Coquito                     | Pseudobombax ellipticum       | Ruellia jaliscana                      | ----                         | Ala de ángel              | Begonia gracilis                |
| Pericón                     | Tagetes lucida                | Crotón ynesea                          | ----                         | Árnica                    | Heterotheca inuloides           |
| Lulo                        | Solanum quitoense             | Brétonica                              | Prunela vulgaris             | Lirio azteca              | Sprekelia formosisimma          |
| Agave azul                  | Agave tequilana               | Helecho águila                         | Pteridium aquilinum          | Hierba del pollo mexicana | Stelleria cuspidata             |
| Cardón pitayo               | Stenocereus queretaroensis    | Helecho serpiente de cascabel          | Botrypus virginianus         | Encino manzano            | Quercus eduardii                |
| Sauce colorado              | Salix humboldtiana            | Helecho de creta                       | Pteris cretica               | Encino blanco             | Quercus scytophylla             |
| Enebro triste               | Juniperus flaccida            | Encino quiebra hacha                   | Quercus rugosa               | Encino enano              | Quercus obtasata                |
| Pino lacio                  | Pinus pseudostrobus           | Lechillo                               | Carpinus caroliniana         | Encino ancho              | Quercus jonessi                 |
| Pino ocote                  | Pinus oocarpa                 | Jacaranda                              | Jacaranda mimosifolia        | Encino amarillo           | Quercus magnoliifolia           |
| Pino albellano              | Pinus dougla-siana            | Nochebuena                             | Euphorbia pulcherrima        | Zacatón                   | Muhlenbergia macroura           |
| Pino de Jalisco             | Pinus jaliscana               | Mangle colorado                        | Rhizophora manale            | Madroño mexicano          | Arbutus tessellata              |
| Pino chino                  | Pinus luzmariae               | Zarzaparrilla                          | Eclipta prostrata            | Gordolobo                 | Gamochaeta americana            |
| Pino huicoyo                | Pinus strobiformis            | Tlalamate                              | Sida rhombifolia             | Trigo                     | Triticum                        |

Además, encontramos árboles que proveen alimento a la población de Mascota, por ejemplo:
| Nombre    | Nombre científico | Nombre            | Nombre científico    | Nombre      | Nombre científico     |
| Papayo    | Carica papaya     | Granada cordelina | Púnica granatum      | Jitomate    | Solanum lycopersicum  |
| Manzano   | Malus pumila      | Aguacate          | Persea americana     | Limón persa | Citrus x limón        |
| Guanábana | Annona muricata   | Tomate silvestre  | Solanum lycopersicum | Nananche    | Byrsonima crassifolia |

Por último, en Mascota se localizan una gran variedad de hongos:
| Nombre                | Nombre científico    | Nombre           | Nombre científico         | Nombre                        | Nombre científico        |
| Hongo san isidro      | Psilocybe cubensis   | Cola de pavo     | Trametes versicolor       | Hongo amarillo de las macetas | Laucocoprinus brinbaumii |
| Hongos del excremento | Deconica coprophila  | Hongo matamoscas | Amanita muscaria          | Liquen dorado                 | Crocodia aurata          |
| Matacandil            | Coprinus comatus     | Agrito           | Laccaria laccata          | Hongo azul                    | Lactarius indigo         |
| Hongo auricular       | Auriscalpium vulgare | Hongo carnita    | Hygrophorus russula       | Hongo cemita rey              | Boletus edulis           |
| Amanita rojiza        | Amanita rubescens    | Anacate rojo     | Cantharellus cinnabarinus | Irpex                         | Irpex lacteus            |
| Poliporo naranja      | Trametes sanguínea   | Carbonera        | Russula cyanoxantha       | Amanita enfundada             | Amanita fulva            |

## Cronología de hechos históricos
| Personaje                          | Recordado por: |  |
| ---------------------------------- | --- |  |
| Simón Tadeo Ortiz.                 | Historiador. |  |
| Porfirio Lomeli Topete             | Escultor, restaurador de arte sacro                                                                                        |  |
| Juan Nepomuceno Guzmán.            | Constituyente del 57, orador y secretario particular de Benito Juárez.                                                     |  |
| Hilarión Romero Gil                | Historiógrafo, fundador del Monte de Piedad, autor de varias obras de derecho y gobernador del estado de Jalisco.          |  |
| Mons. Manuel J. Yerena y Camarena. | Obispo. |  |
| Mons. Anastasio Hurtado y Robles.  | Obispo. |  |
| Esther Fernández.                  | Actriz. |  |
| Gral. Remigio Tovar.               | Militar y escritor. |  |
| Urbano Tovar.                      | Gobernador del estado de Jalisco.                                                                                          |  |
| Gral. José Manuel Núñez.           | Político. |  |
| Dolores Cárdenas Arechiga.         | Comandante de la División del Norte y profesora rural.                                                                     |  |
| Silvano Barba González             | Gobernador de Jalisco dos veces, durante los periodos 1926-1927 y 1939-1943.                                               |  |
| José Francisco Robles Ortega       | Cardenal y Arzobispo de Monterrey primero y después de Guadalajara.                                                        |  |
| Martiniano Ramírez                 | Ebanista. Creador de un águila que fue colocada en el respaldo de la silla del expresidente de la república Porfirio Díaz. |  |
| José María Robles Hurtado          | Santo, mártir, fundador de la Congregación Hermanas del Corazón de Jesús Sacramentado                                      |  |

| Año         | Suceso |
| ----------- | --- |
| 1523-1524   | Paso por la región de los capitanes Juan Álvarez Chico y Alfonso de Ávalos. |
| 1524 o 1525 | Vinieron a establecerse los primeros misioneros franciscanos Fray Juan de Padilla y Fray Miguel de Bolonia. |
| 1535        | El 8 de julio, habitantes naturales de Mascota y pueblos vecinos se revelaron contra los encomenderos Pedro Gómez y Martín Monje |
| 1546        | Vinieron los misioneros fray Francisco Lorenzo y fray Juan de Estivales. |
| 1556        | Los misioneros, junto con otros españoles, son asesinados en Cacaluta. |
| 1576        | Establecimiento en El Ixpostli de los frailes agustinos. |
| 1649        | Primera visita de un obispo a Mascota: Juan Ruíz Colmenero. |
| 1662        | Asentamiento Español en Navidad. |
| 1722        | Erección de la Parroquia. Inicia la Construcción del actual Templo Parroquial. |
| 1736        | Traslado de la imagen de Nuestra Señora de Guadalupe, de El Atajo a Mascota. |
| 1755        | El 2 de febrero se hace la bendición del Templo parroquial, posiblemente fue construida por los jesuitas ya que tiene el símbolo JHS en una de sus puertas laterales, actualmente se conserva en buen estado.                           |
| 1767        | Salida de los Jesuitas de Mascota. |
| 1806        | Retiró de los Frailes Agustinos de Mascota. |
| 1810        | El párroco Francisco Severo Maldonado, con un grupo de feligreses, trata de incorporarse a las fuerzas de Miguel Hidalgo. |
| 1811        | Traída de la Virgen de los Dolores y Jesús Nazareno desde Barcelona España. Se retira la escultura principal que era la patrona de Mascota y que es hoy de Yerbabuena La Virgen de Guadalupe                                            |
| 1815        | Venta de la extensísima hacienda de Mascota, a los españoles Francisco y Juan Guzmán. |
| 1825        | Mascota, elevada a la categoría de Villa es declarada Capital del 2.º Departamento del 6.º Cantón de Jalisco. |
| 1838        | Se cambia el Nombre de Cantón por el de Distrito. |
| 1870        | Por decreto 182, del 12 de julio, se divide el 6.º cantón y Mascota queda como Cabecera del 10 Cantón. |
| 1857        | Inicia (abril 12) en Mascota la lucha por el juramento de la Constitución. Termina hasta 1863. |
| 1860        | Antonio Rojas incendia Mascota el 30 de diciembre. |
| 1867        | El 13 de noviembre, Mauricio López es nombrado Vicario Foráneo, Comprendiendo la Vicaria: Mascota, Ayutla, Guachinango, San Sebastián y Valle de Banderas.                                                                              |
| 1870        | Se encarga el Gran Reloj de la Torre. Lo envían de París en octubre de 1871. Se recibe aquí en 1872. |
| 1871        | Desmembramiento del 7º Cantón del Estado de Jalisco para constituirlo en el Estado de Nayarit. |
| 1877        | Se inicia la Capilla de la Yerbabuena. Se termina y bendice, el 12 de septiembre de 1895. |
| 1881        | Se Inicia el Hospital de San Vicente. Comienza a prestar servicios en 1893. |
| 1882        | Erección (el 26 de enero) del Curato de Talpa desmembrándolo del de Mascota. |
| 1883        | Espantoso huracán en Mascota (12 de marzo) y pueblos del cantón, que causó grandes pérdidas a dueños de fincas rústicas y urbanas. |
| 1885        | Por decreto 129, Mascota es elevada (el 10 de abril) a la categoría de Ciudad. |
| 1891        | Erección de la Diócesis de Tepic; el 15 de noviembre, Mascota pasa a formar parte de ella. |
| 1895        | Bendición de la Capilla de Yerbabuena con la Patrona emérita de Mascota Nuestra Señora de Guadalupe, un 12 de septiembre, ese día hace su primera comunión ahí mismo San José María Robles, Mártir Cristero                             |
| 1896        | Bendición y Colocación (el 9 de mayo) de la Primera Piedra del Santuario del Sagrado Corazón de Jesús. |
| 1899-1900   | Reunión extraordinaria, el 31 de diciembre de 1899, a las doce de la noche para iniciar el siglo XX. |
| 1905        | Colocación de la primera piedra (el 26 de marzo) del hospital Hilarión Romero Gil. |
| 1909        | Inician novenarios en las fiestas patronales a la Virgen de los Dolores. |
| 1910        | Celebración (del 15 al 18 de septiembre) del centenario de la iniciación de la Independencia Nacional. |
| 1911        | Inauguración del servicio de energía eléctrica en Mascota siendo la segunda ciudad en el estado con este servicio solo después de Guadalajara.                                                                                          |
| 1911-1917   | Periodo de la Revolución Mexicana. |
| 1921        | Juramento (el 6 de enero) de defender la autenticidad de las Apariciones Guadalupanas. |
| 1927-1929   | Periodo de conflicto religiosos: la Cristiada. |
| 1932        | El 3 de junio, fuertes temblores. |
| 1935        | Formación de la primera comunidad agraria en mascota (en diciembre). |
| 1936        | Se inician trámites (en octubre) para la introducción de agua potable. La inauguración el 21 de agosto de 1937. |
| 1940        | Remodelación de la plaza de armas y reconstrucción de la torre. |
| 1941        | Apertura de la Escuela Secundaria por Cooperación número 1, primera en su género en todo el estado de Jalisco. |
| 1943        | Exhumación de los restos de José María Galindo el 19 de enero. |
| 1943        | En los primeros días del mes de octubre, se desbordó el río llegando el nivel del agua hasta una cuadra abajo de la plaza. |
| 1951        | Visita de la Imagen de Nuestra Señora del Rosario de Fátima. |
| 1961        | Coronación pontificia de Nuestra Señora de los Dolores. |
| 1971        | María Elena Villalvazo es elegida presidente municipal de Mascota convirtiéndose desde entonces en la primera y única mujer en ser presidente municipal hasta el año 2018 donde fue elegida Sara Castillon Ochoa de manera democrática. |
| 1975        | Mario Gaspari el delegado apostólico en México, visita Mascota, el 11 de septiembre. |
| 1976        | Luis Echeverría Álvarez Visita Oficialmente Mascota, Ruben Zuno iba a su lado. |
| 1980        | Girolamo Prigione el delegado apostólico en México, visita Mascota el 11 de junio. |
| 1982        | El 4 de septiembre, exhuman los restos de Alfredo Rouse Ruiz. |
| 1985        | del 10 al 16 de abril, se celebra el centenario de la elevación de Mascota a la categoría de ciudad. |
| 1992        | Beatificación de José María Robles Hurtado, el 22 de noviembre por Juan Pablo II / Humberto Rodríguez Rodríguez Rompe hegemonía priista logrando vencer por primera vez electoralmente al PRI en el municipio de Mascota.               |
| 1995        | Temblor que destruye una parte de la estructura de la iglesia parroquial (la copa con la punta de la cruz) |
| 2000        | Canonización de San José Maria Robles y compañeros mártires por San Juan Pablo II en la Plaza de San Pedro |
| 2015        | Huracán Patricia sumerge casi el 40% de la localidad de Mascota en zonas desde 30 cm hasta 4 metros |

## Presidentes municipales
| Nombre                           | Partido        | Año       |
| -------------------------------- | -------------- | --------- |
| Manuel Merino                    |                | 1912-1914 |
| Gilberto Rentería                |                | 1915      |
| Manuel Merino                    |                | 1915-1916 |
| Rafael Contreras                 |                | 1916-1917 |
| José María Arreola               |                | 1917      |
| Miguel San Juan                  |                | 1917      |
| Federico Nungaray                |                | 1917      |
| Adolfo Rentería                  |                | 1918      |
| Silvano Barba                    |                | 1919      |
| Arturo Michel                    |                | 1919      |
| Enrique Landeros                 |                | 1919      |
| Salvador Barba                   |                | 1919      |
| Manuel Anaya                     |                | 1921      |
| Arturo Michel                    |                | 1921      |
| Enrique Landeros                 |                | 1921      |
| Ignacio Guzmán                   |                | 1921      |
| Ramón Agraz                      |                | 1922      |
| Arturo Michel                    |                | 1922      |
| Rafael Contreras                 |                | 1923      |
| Enrique Landeros                 |                | 1923      |
| José Manuel Medina               |                | 1924-1925 |
| Gilberto Landeros                |                | 1926      |
| Rafael Contreras                 |                | 1927      |
| Tomás Rodríguez                  |                | 1927-1929 |
| José Castillón                   |                | 1929      |
| Enrique Pérez                    |                | 1930-1931 |
| Rafael Contreras                 |                | 1932      |
| Severino González                |                | 1932      |
| Ezequiel García                  |                | 1933      |
| Manuel J. González               |                | 1934      |
| José María Zepeda                |                | 1935      |
| Clemente Barba                   |                | 1936-1937 |
| Jerónimo García                  |                | 1937      |
| Enrique Santana                  |                | 1938      |
| Ramón Tovar                      |                | 1939      |
| José María Zepeda                |                | 1939      |
| Juan Belloso                     |                | 1940      |
| Salvador Villalvazo Esparza      |                | 1941      |
| José Ascensión Andrade Berumen   |                | 1942      |
| Alfonso Martínez                 |                | 1943-1944 |
| Tomás Rodríguez                  |                | 1945-1946 |
| José López Briseño               |                | 1947-1948 |
| Vicente Rodríguez González       |                | 1949      |
| Enrique Santana                  |                | 1950      |
| Vicente Rodríguez González       |                | 1951      |
| Francisco Pérez                  |                | 1951-1952 |
| Salvador Chávez Magaña           |                | 1953-1955 |
| José López Briceño               |                | 1956-1957 |
| Juan Manuel Belloso              |                | 1958      |
| Juan N. Michel                   |                | 1958      |
| Enrique Landeros                 |                | 1959-1961 |
| Guillermo Sahagún Ponce          |                | 1968-1970 |
| Pablo Ponce Meza                 |                | 1970      |
| María Elena Villalvazo Contreras |                | 1971-1973 |
| Miguel Montes Sendis             |                | 1974-1976 |
| Álvaro López Esparza             |                | 1977-1979 |
| Humberto García García           |                | 1980-1982 |
| Cutberto Delgadillo              |                | 1983-1985 |
| Gustavo Anaya Seimandi           |                | 1986-1988 |
| Hugo Montes Guzmán               |                | 1989-1992 |
| Humberto Rodríguez Rodríguez     |                | 1992-1995 |
| Leonardo Gómez González          |                | 1995-1997 |
| Humberto Rodríguez Rodríguez     |                | 1998-2000 |
| Álvaro López Esparza             |                | 2001-2003 |
| Vicente Madrigal Ochoa           |                | 2004-2006 |
| Martín Rafael Pérez Hernández    |                | 2007-2009 |
| José Plácido Dueñas Meda         |                | 2010-2012 |
| Miguel Castillón López           | Party (México) | 2012-2015 |
| Nicolás Briseño López            |                | 2015-2018 |
| José Antonio Rosas Peña          |                | 2018      |
| Dra Sara Eugenia Castillón Ochoa |                | 2018-2021 |
| Marco Antonio Rubio López        |                | 2021-2024 |

## Reglamento municipal
| N. | Reglamento de:                                                                                             |
| -- | --- |
| 1  | Reglamento de las Condiciones Generales de Trabajo                                                         |
| 2  | Reglamento del Sistema de Alumbrado Público                                                                |
| 3  | Reglamento Interior de la Dirección de Seguridad Pública                                                   |
| 4  | Reglamento Municipal del Centro Histórico                                                                  |
| 5  | Reglamento de Cementerios                                                                                  |
| 6  | Reglamento Municipal del Servicio de Aseo Público                                                          |
| 7  | Reglamento de Protección Civil                                                                             |
| 8  | Reglamento de Participación Ciudadana y Vecinal                                                            |
| 9  | Reglamento Municipal de Ecología para la Protección al Ambiente                                            |
| 10 | Reglamento de Administración, Funcionamiento y Aprovechamiento del Centro Cultural, Eventos y Exposiciones |
| 11 | Reglamento Interior de Trabajo del Rastro                                                                  |

## Sitios de interés
| Monumento                                         | Reseña |
| ------------------------------------------------- | --- |
| Basílica de Nuestra Señora de los Dolores         | Obra construida en el siglo XVII con calicanto, su arquitectura se inclina al estilo barroco, cada portada es un estilo diferente, destacando la principal. Del lado izquierdo esta el campanario que alberga un gran reloj sonoro y en su gran parte baja hay un gran ojo de buey; la planta del templo es en cruz, tiene el logo JHS al lado derecho De la Iglesia por la entrada a la notaria, posiblemente erigida por la Compañía de Jesus.                                                         |
| Templo inconcluso de la Preciosa Sangre de Cristo | Construcción que data del siglo XIX, su planta arquitectónica es en cruz latina e iba a se un santuario dedicado al sagrado corazón de Jesús, hoy se encuentra la capilla de la Preciosa Sangre de Cristo. |
| Museo Estatal de Arqueología                      | Ofrece muestras de la historia y arqueología del lugar. Existen cuatro salas de exhibición, tres de ellas dedicadas a piezas recuperadas de las excavaciones en un panteón (con una antigüedad de 800 a. C.) el pantano y dos sitios: el Embocadero y Coamajales. Se exhiben 600 piezas de cerámica, piedra y huesos las cuales fueron depositadas como ofrendas en algunos de los 160 entierros excavados. La cuarta está dedicada a la explicación de petroglifos del municipio.                       |
| Navidad                                           | A 16 km de Mascota rumbo al ingreso por la carretera Guadalajara, a la izquierda en un camino de brecha que poco a poco va ascendiendo. En el trayecto se observan cascadas de temporal, siguiendo la brecha franqueada por robles y después de una loma se deja ver el singular pueblo: formado por un caserío que rodea el templo. Ahí se fabrica huaracheria, cestería, bordados, hamacas, redes, detalles de repujado, pinturas sobre objetos de procedencia natural, chapas antiguas y carpintería. |

## Fiestas y tradiciones
| Fecha                     | En Honor                                                                 | Lugar                                        |
| ------------------------- | ------------------------------------------------------------------------ | -------------------------------------------- |
| 12 de enero               | Nuestra Señora de Guadalupe                                              | Juanacatlán                                  |
| 12 de febrero             | Santo Niño de Atocha                                                     | Río de La Plata                              |
| Marzo-abril               | Semana Santa                                                             | Ciudad de Mascota y Yerbabuena               |
| 10 de abril               | Aniversario de Nombramiento de Ciudad                                    | Ciudad de Mascota                            |
| 13 de mayo                | Nuestra Señora de Fátima                                                 | Tecoani                                      |
| 15 de mayo                | Coronación Pontificia de Nuestra Señora de los Dolores                   | Ciudad de Mascota                            |
| 19 de mayo                | San José                                                                 | El Mosco                                     |
| 13 de junio               | San Antonio                                                              | Col. Cerrito, Ciudad de Mascota y Los Sauces |
| 1 de julio                | Preciosa Sangre                                                          | Col. Preciosa Sangre, Ciudad de Mascota      |
| 4 de julio                | Nuestra Señora del Refugio                                               | Col. Preciosa Sangre, Ciudad de Mascota      |
| 26 de julio               | Santa Ana y San Joaquín                                                  | Delegación Navidad                           |
| 31 de julio               | San Ignacio de Loyola                                                    | San Ignacio                                  |
| 15 de agosto              | Asunción de la Santísima Virgen                                          | Gallineros                                   |
| 30 de agosto              | Santa Rosa de Lima                                                       | Santa Rosa                                   |
| 30 de agosto              | Típicas Paseadas                                                         | Calles y callejones de la Ciudad de Mascota  |
| 9-17 de septiembre        | Festejos Patrios                                                         | Ciudad de Mascota                            |
| 15 de septiembre          | Nuestra Señora de los Dolores                                            | Ciudad de Mascota                            |
| 29 de septiembre          | San Miguel Arcángel                                                      | Agostadero y Cimarrón Chico de La Raicilla   |
| 16 de octubre             | San Miguel                                                               | Col. El Llano, Ciudad de Mascota             |
| 24 de octubre             | San Rafael                                                               | Col. San Rafael, Ciudad de Mascota; El Atajo |
| Último domingo de octubre | Cristo Rey                                                               | Yerbabuena                                   |
| 20 de noviembre           | Festejos de la Revolución Mexicana                                       | Ciudad de Mascota                            |
| 22 de noviembre           | Santa Cecilia                                                            | Ciudad de Mascota y todas las comunidades    |
| 27 de noviembre           | Nuestra Señora del Perpetuo Socorro                                      | Galope                                       |
| 28 de noviembre           | Santa Edwiges                                                            | Col. El Llano y Col. La Alameda              |
| 8 de diciembre            | Inmaculada Concepción                                                    | Yerbabuena                                   |
| 12 de diciembre           | Nuestra Señora de Guadalupe                                              | Ciudad de Mascota                            |
| 18 de diciembre           | Nuestra Señora de Zapopan                                                | Mirandilla                                   |
| 19 de diciembre           | Nuestra Señora de Guadalupe (Primera Patrona de la Parroquia de Mascota) | Yerbabuena                                   |
| 31 de diciembre           | Festejos de Año Nuevo                                                    | Plaza de Armas, Ciudad de Mascota            |